# Minsterley
Minsterley est une paroisse civile et un village du Shropshire, en Angleterre.